# 風穴
地形としての風穴（ふうけつ、かざあな）とは、洞窟の内外で生じる気温差や気圧差により風の流れが生じ、洞口（洞窟の開口部、出入り口）を通じて体感的に大気循環がある洞窟の一形態である。英語では blowing cave（日本語音写例：ブローイングケイブ、ブローイング ケイヴ）" という。なお、英語のwind caveは、風の作用により形成された横穴・洞窟をいうので、日本語につられてwind caveとしないように注意が必要。

## 名称
風穴は「ふうけつ」や「かざあな」などと読んだりするが、どちらでも間違いではない。近世頃までは一般的に「かざあな」と呼ばれていたが、明治時代に入ると蚕種貯蔵風穴が全国各地に多数造られ、「ふうけつ」の語が広く定着した。ただ、地域によっては明治時代以降も「かざあな」を使っている地名もある。地域によっては伝聞などから「かざあな」と「ふうけつ」を形状や用途の違いで区別している場合もあるが、全国的に見れば統一的に定義づけて区別することは適切ではない。
地理学者・漆原和子が編纂した『カルスト─その環境と人びととのかかわり』（1996年刊）は「人の入ることのできない小規模のものを『かざあな』、洞穴となっているものを『ふうけつ』とも区分する」としているが、根拠不明で、おそらくある限られた地域での伝聞と思われる。実際、日本屈指の大洞窟でもある河内風穴の読みとして「かわちふうけつ」と「かわちのかざあな」があるように、この定義にあてはまらない例が全国各地に数多く存在する。

## 概要
風穴は比較的新しい時代の火山岩（溶岩台地、等）が広がる地域に見られる。このタイプの世界の大規模な風穴としては、ウインドケーブ国立公園の洞穴（アメリカ合衆国サウスダコタ州）がある。日本では富士山麓周辺に多く存在し、著名なものとして万野風穴や富岳風穴がある。石灰岩（カルスト地形、等）の鍾乳洞が原因の風穴もあり、これは秋芳洞やグヌン・ムル国立公園のウィンドケイブ（東南アジアのボルネオ島北部）があげられる。開口節理（割れ目が開いたもの）は大雪山周辺などにも風穴は多く認められ、凍結・融解によって岩が割れる現象などにより風穴は発生する。ここでは、風穴に起因する永久凍土の報告がある。
また、地中の空洞が、高低差のある複数の開口部で地表と結ばれている場合にも風穴現象が起きやすい。冬場、空洞内で比重が軽い温かく空気が上方の温風穴から吹き出し、その分、冷たい外気が下方の冷風穴から吸い込まれる。日光が射さない空洞内の空気と岩盤は温度が上がりにくいため、夏になっても冷気が漏れ出る仕組みである。自然の洞窟だけでなく、金沢城石垣のような人工空洞でも起きる。
実際には日本の風穴は、溶岩トンネルによる風穴は、富士山山麓や秋田駒ヶ岳、寒風山、鳥海山の猿穴、北八ヶ岳、神鍋山、雲仙岳などのごく一部で指摘されているにすぎない。日本の風穴の大半は、崖錐が崩落した岩屑や、岩塊斜面などの堆積物の隙間からできているものがほとんどである。清水長正・澤田結基 編『日本の風穴』（2015年刊）ではこれを「崖錐型風穴」と名付けている。
夏期に下方で冷風が吹き出す「冷風穴」がある一方、冬期には「冷風穴」が風の吸い込み口になり、山の上方で煙突のように温風が吹き出すことがある。これを「温風穴」という。冬期には冷風穴から冷えた外気が吸い込まれ、冷風穴に近い風穴内の岩石が著しく冷却される。その蓄熱によって春から夏までの岩石の低温が維持され、そのため冷風穴から冷たい風が吹き出すと考えられる。

## 風穴植物
風穴周辺には、風穴がつくる低温環境によって寒冷な植生帯に生育する植物が出現することがある。
風穴の植物が初めて記載されたのは牧野富太郎や、三好学による長走風穴によるものが最初で、そこでは標高200m程度のコナラやミズナラの林の中にコケモモやゴゼンタチバナ、オオタカネバラなどの高山から亜高山帯の植物群落が見られる。三好の調査により、1926年（昭和元年）には「長走風穴高山植物群落」として、富士山麓に次いで国の天然記念物に指定された。また、福島県の中山風穴では、オオタカネバラやアイズシモツケ、ベニバナイチヤクソウなどからなる、やや規模が大きい植物群落があり、1964年（昭和39年）に「中山風穴地特殊植物群落」として国の天然記念物に指定されている。風穴植物が天然記念物になっているのはこの2件のみである。これらは、氷期の植物のレフュージア（待避地、退避地）という見解もある。

## 利用
江戸時代中期にあたる宝永年間（1704-1711年）、信濃国安曇郡稲核村（幕藩体制下の信州松本藩知行稲核村。現・長野県松本市安曇稲核）の稲核風穴では、風穴を利用した漬物小屋を作って漬物保存に利用していた。漬物は松本城主に献上されていたという。
開口部が大きく有名な風穴は、一部で観光名所になっている。日本では夏場でも付近が涼しいことから山地の住民に知られるようになった小さな風穴が全国に点在している。これらは野菜・漬物などの保管用に加えて、明治時代に養蚕に使う蚕の卵の保存に使用された。風穴の上に建てられた「風穴小屋」は全国に少なくとも280カ所程度あった。風穴小屋は電気冷蔵庫が普及した大正中期以降、ほとんどは使われなくなったが、種子や酒などの保存用に再建・新設された例もある。風穴の研究者や愛好者が集まる全国サミットが開かれているほか、その研究成果をまとめた清水長正・澤田結基 編『日本の風穴』が2015年（平成27年）に刊行された。
荒船・東谷風穴蚕種貯蔵所跡（群馬県）は、ユネスコ世界遺産「富岡製糸場と絹産業遺産群」の構成物件である。
富士山山麓の富岳風穴、西湖蝙蝠穴、駒門風穴などの溶岩トンネルは、古くから観光用の洞窟として著名である。
北海道の遠軽や然別火山群、寒風山、秋田県湯沢の三関風穴、群馬県の荒船風穴、兵庫県の神鍋山、隠岐の岩倉、長崎県の雲仙岳では風穴がジオサイトになっており、ユニークな自然の価値が認められている。秋田県の長走風穴や宮城県の材木岩風穴、佐賀県永野の風穴などは避暑のための公園として整備されている。新潟県の山伏山風穴、浜松市の鷲沢風穴、香川県の高鉢山風穴などは、キャンプ場近辺のクールスポットとして注目されている。また、現在も実用的な冷蔵倉庫として利用されている風穴が各地にある。稲核風穴や、津南町の見倉の風穴、山梨県早口町の久田子風穴、兵庫県の神鍋山風穴などはいずれも集落近傍の風穴で、種や野菜、漬物や果実の貯蔵に利用されている。長野県長和町では、1992年（平成4年）に農山漁村活性化集出荷施設として、風穴を生かした天然冷蔵倉庫が新設され、特産の蕎麦の実を保存している。また、特に施設はないが、上高地岳沢の「天然クーラー」や双六岳登山ルートの蒲田川左俣林道沿いの「お助け風」、後方羊蹄山の比羅夫コース2合目の「風穴」などは、夏の登山シーズン中に登山者へ涼を供している。

## 養蚕業への利用の歴史
江戸時代までは、大半の蚕の品種は春の孵化から6月末の産卵まで、1年に1度の飼育しかできなかった。当時は桑の芽吹きに合わせて卵を部屋の中で上下させたり、火鉢で暖めたり、冷たい所に置いたりして、慎重に温度管理を行い孵化の時期を桑の芽吹きに合わせて調節していた。長野県の南安曇地区では、江戸時代後期の文久年間（1861-1865年間）にはすでに風穴に蚕種を保存して孵化を遅らせる手法があったことが記録されている。幕末の慶応2年（1866年）には、輸出したものの過剰になって日本に返されていた蚕種のうちの稲核風穴（前田風穴）に保存しておいた分を、大遅霜で蚕が大被害を受けた際に取り出して飼育してみたところ、一定量の繭を得ることができた。これが蚕種冷蔵の風穴利用の本格的な起源となったとされる。1878年（明治11年）には、風穴蚕種の製造が政府に許可され、風穴を利用した年間多回飼育が全国に広がっていった。しかし、風穴を利用した蚕種貯蔵は大正時代には減少し、1935年（昭和10年）にはほぼゼロになった。これは愛知県の小池弘三が1914年（大正3年）に開発した人工孵化技術が全国に普及していたためであった。その技術というのは、蚕種を塩酸に浸し、越年状態に至った蚕種を強制的に孵化するというものである。また、風穴は一般的に交通の不便な山中にあることが多く、明治時代から冷蔵庫の利用が考えられていた。すでに1908年（明治41年）には冷蔵庫で保存した蚕種と、風穴で保存した蚕種に大きな違いが無いことが研究されていた。なお、2011年（平成23年）3月11日に東日本大震災が発生して東日本の電力供給が極めて不安定な状況に陥った際には、電力会社が輪番停電を実施したことで、養蚕業者は貴重な蚕の系統を電力に頼ることなく冷凍保存する必要に迫られ、前田風穴内での蚕種の保存が実施された。

## 風穴の一覧
世界には数多くの風穴がある。その中から特筆性が高いと思われるものを抜粋し、ここに記載する。ただし、日本国外に関しては情報が不足している。

### 日本国内

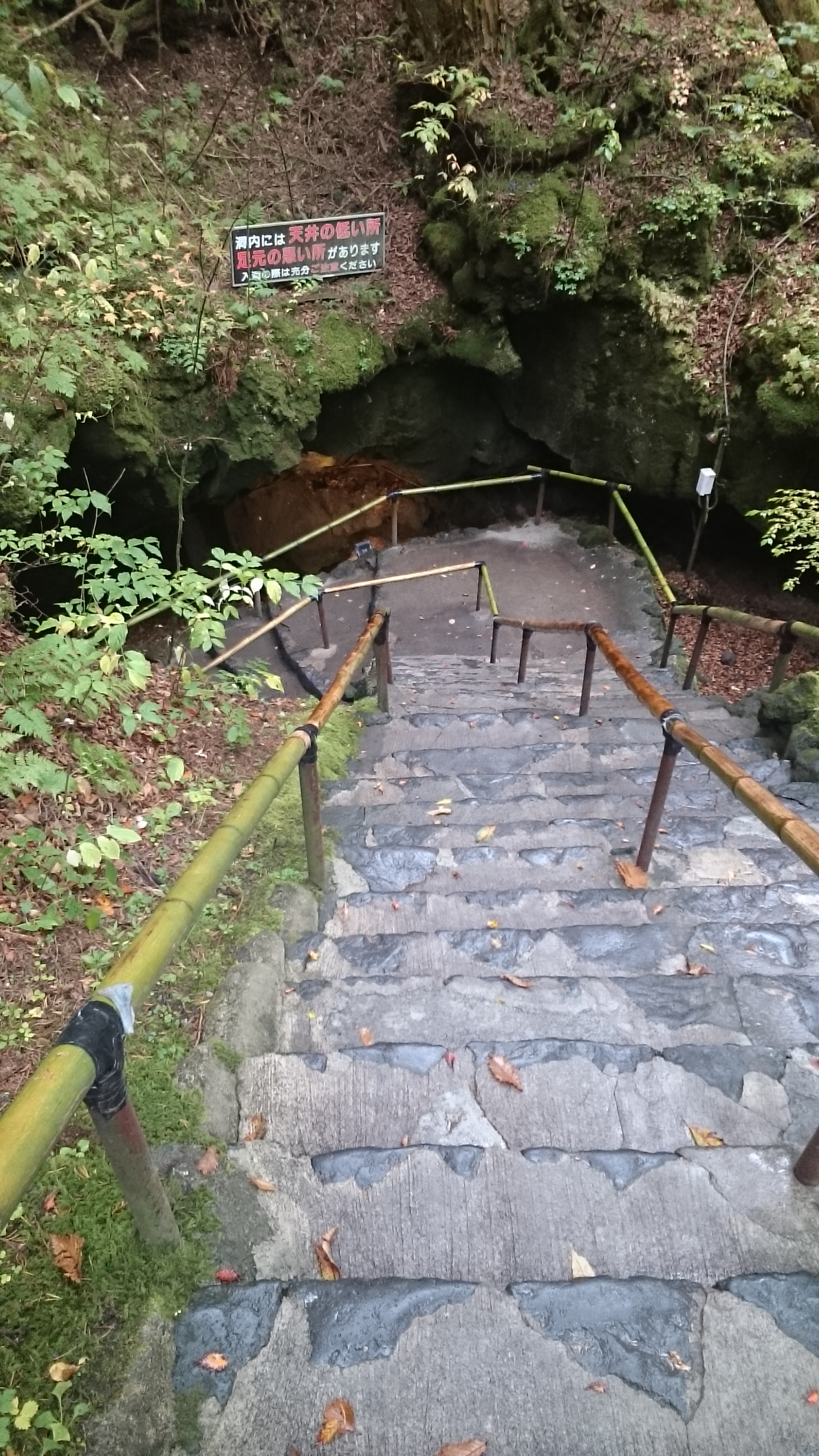
富岳風穴の洞口を見下ろす。

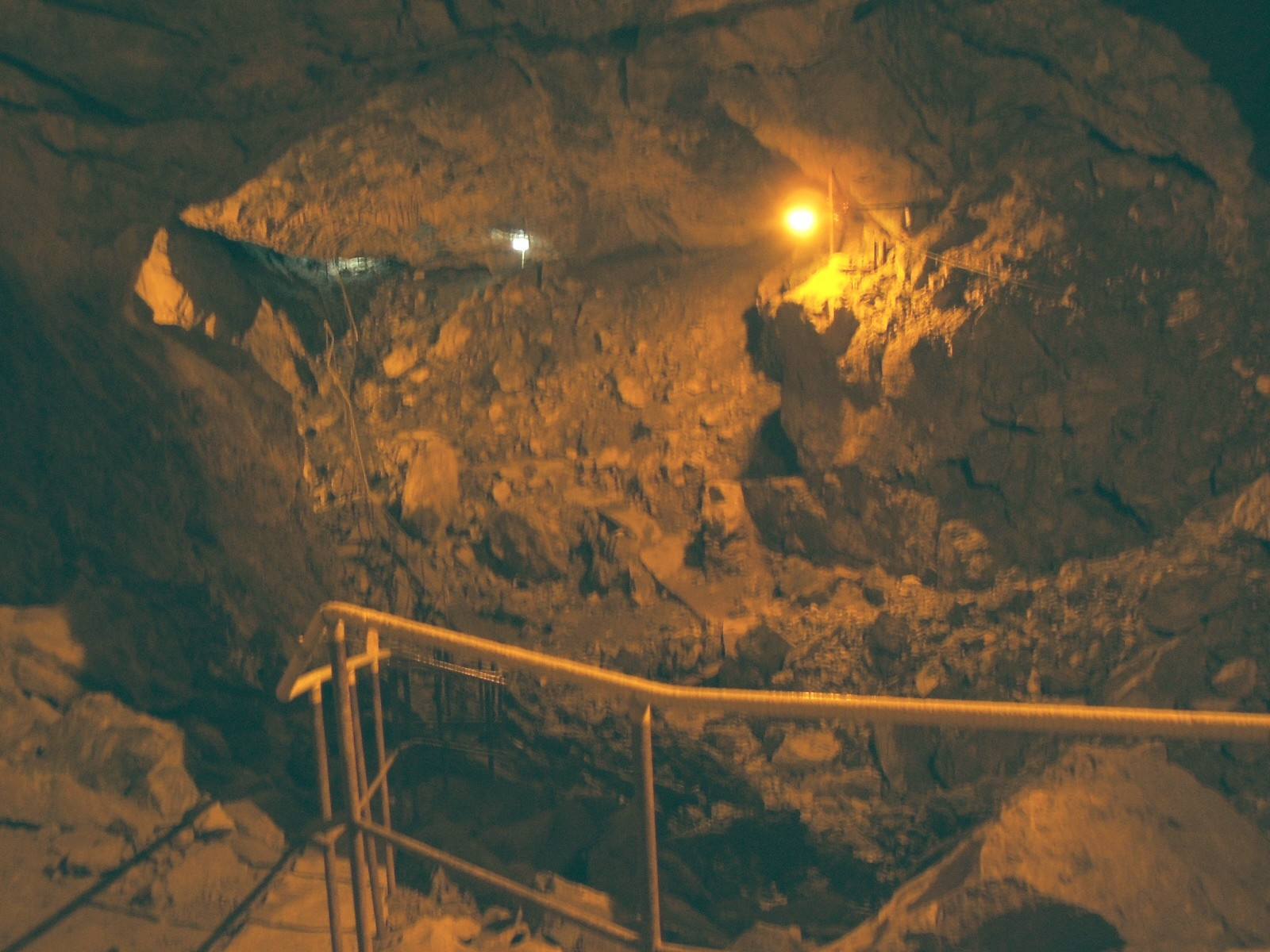
河内風穴／第1層にある大空間の高い位置から、洞内と観光洞洞口（外光が差し込む左上）を望む。

都道府県の記載順は ISO 3166-2:JP に準拠する。ここでいう所在地は一般的な洞口（観光用洞口）の所在地。
植物群落と併せて保存区域に指定されているのは、長走風穴と中山風穴。
ここに挙げたもので、かつて蚕種貯蔵風穴として利用されていたのは、先駆たる稲核風穴を始め、三関風穴、関口の風穴、荒船風穴、東谷風穴、富岳風穴、富士風穴、入沢風穴、村松の風穴、小野の風穴、古関風穴、有穂風穴、駒門風穴、神鍋風穴、河内風穴、大成風穴群、普賢岳 北の風穴である。このうち、入沢風穴と神鍋風穴は現在も天然冷蔵庫として利用されている。
地形学者・清水長正は、日本国内で最も著名な風穴として、貞観6年（864年）の青木ヶ原溶岩流下時に形成された溶岩トンネルが風穴となった富岳風穴・鳴沢氷穴・富士風穴を挙げている。
北海道
- 武利風穴武利風穴 [12] - 北海道オホーツク総合振興局管内紋別郡遠軽町および丸瀬布（江戸時代後期における蝦夷地松前藩モンベツ場所内）に所在。湧別川上流域地下水系。

東北地方
- 天狗森夏氷山風穴（てんぐもりのなつごおりやまかざあな）[14][12]

岩手県八幡平市天狗森国有林に所在。県指定天然記念物。

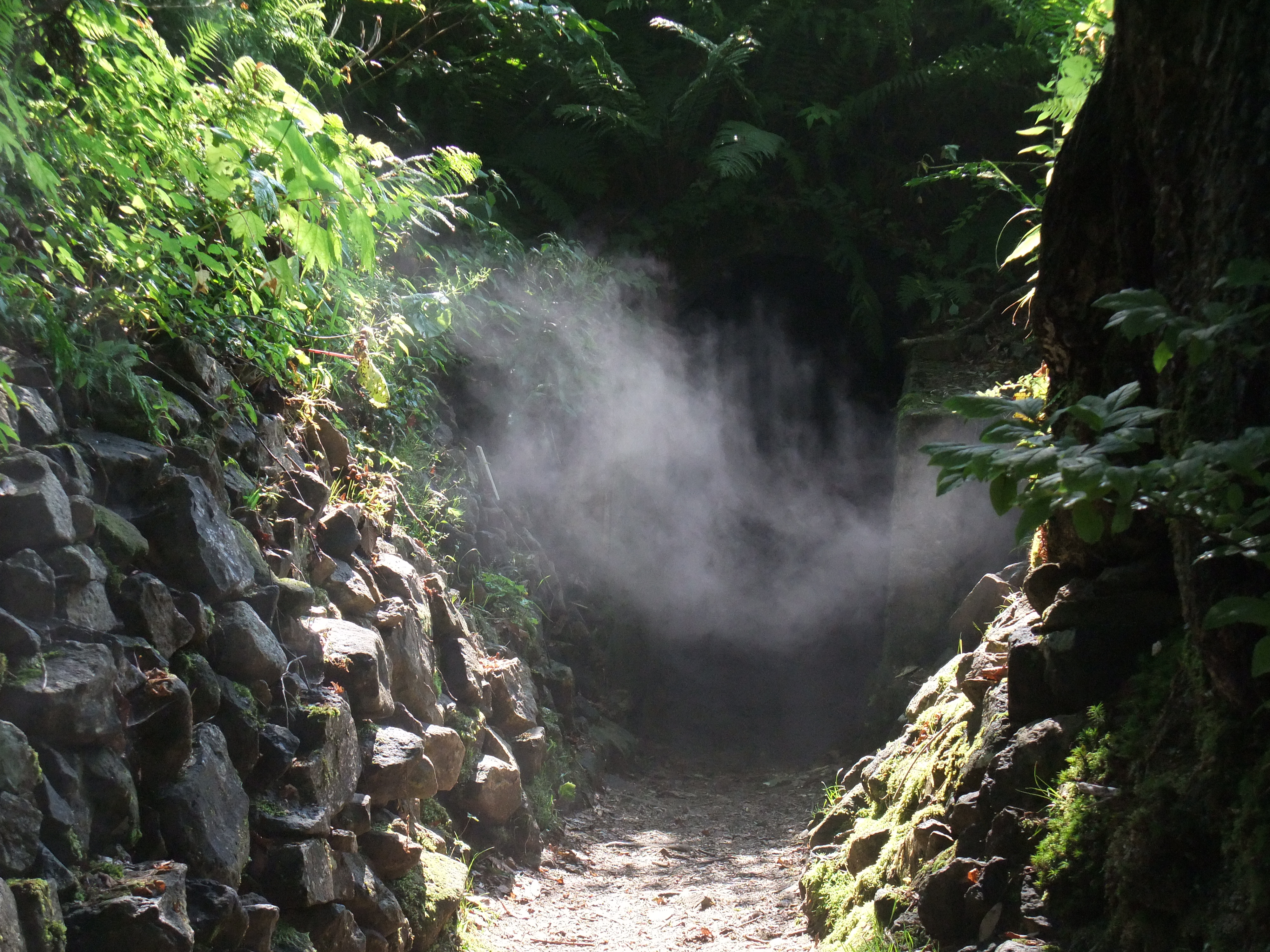
長走風穴／風穴現象によって霧が立ち上っている。

- 相良八郎の穴（相良向かいの穴─八郎沢の風穴）

岩手県下閉伊郡岩泉町（江戸時代における陸奥国閉伊郡内、幕藩体制下の奥州盛岡藩知行地内）に所在。
- 長走風穴 [12]

秋田県大館市長走（江戸時代における陸奥国秋田郡長走村、幕藩体制下の奥州久保田藩知行秋田郡長走村）に所在。国指定天然記念物（『長走風穴高山植物群落』名義）。
- 三関風穴 [16][12]

秋田県湯沢市関口字糸倉山7-2（羽後国雄勝郡関口村、幕藩体制下の奥州久保田藩知行関口村および岩崎藩知行関口村）に所在。市指定天然記念物。かつての蚕種貯蔵風穴。
- 皆瀬川の風穴[12] - 秋田県の皆瀬川上流域に所在。
- 関口の風穴 - 秋田県の皆瀬川上流域に所在。かつての蚕種貯蔵風穴[12]。
- ジャガラモガラ [17][12]

山形県天童市貫津（ぬくづ）（江戸時代における陸奥国村山郡貫津村、幕藩体制下の奥州館林藩知行貫津村）に所在。雨呼山（あまよばりやま）中腹の地下に開ける。県指定天然記念物。
- 中山風穴 [18]

福島県南会津郡下郷町大字湯野上字中山（江戸時代における陸奥国会津郡桜山村・中倉村、幕藩体制下の奥州会津藩知行桜山村・中倉村）に所在。国指定天然記念物（『中山風穴地特殊植物群落』名義）。
関東地方
- 荒船風穴 [12]

群馬県甘楽郡下仁田町大字南野牧字屋敷甲10690（江戸時代における上野国甘楽郡南西部）に所在。国指定史跡（『荒船・東谷風穴蚕種貯蔵所跡』名義）。ユネスコ世界遺産「富岡製糸場と絹産業遺産群」構成資産。かつての蚕種貯蔵風穴。
- 東谷風穴（別名：吾妻風穴、栃窪風穴）[12]

群馬県吾妻郡中之条町栃窪（江戸時代における上野国吾妻郡栃窪村、幕藩体制下の上州御料栃窪村）に所在。国指定史跡（『荒船・東谷風穴蚕種貯蔵所跡』名義）。かつての蚕種貯蔵風穴。
中部地方
- 荒島風穴 [19]

福井県大野市上庄（旧・大野郡上庄村荒島山）に所在した。
- 越智風穴 [19]

福井県丹生郡越前町小川（旧・丹生郡小川村）に所在した。異説では越前町大畑（旧・丹生郡大畑村）に所在した。
- 大谷風穴 [19]

福井県丹生郡越前町小川（旧・丹生郡小川村）に所在した。
- 富岳風穴 [12]

山梨県南都留郡富士河口湖町西湖青木ケ原2068-1（江戸時代における甲斐国八代郡西湖村地先、幕藩体制下の甲州御料石和代官所預西湖村地先）に所在。国指定天然記念物。かつての蚕種貯蔵風穴。
- 富士風穴 [20][12]

山梨県南都留郡富士河口湖町精進（江戸時代における甲斐国八代郡精進村、幕藩体制下の甲州御料市川代官所預精進村）に所在。国指定天然記念物。かつての蚕種貯蔵風穴。
- 鳴沢氷穴 [12]

山梨県南都留郡鳴沢村（江戸時代における甲斐国都留郡成沢村・大嵐村、幕藩体制下の甲州御料石和代官所預成沢村・大嵐村）に所在。国指定天然記念物。
- 氷平風穴

長野県上田市真田町傍陽（江戸時代における信濃国小県郡の上洗馬村か軽井沢村か曲尾村、幕藩体制下の信州上田藩知行の上洗馬村か軽井沢村か曲尾村）に所在。
- 氷風穴 [18][12]

長野県小諸市氷（江戸時代における信濃国佐久郡大久保村、幕藩体制下の信州小諸藩知行大久保村）に所在。
- 入沢風穴 [12]

長野県佐久市入沢（江戸時代における信濃国佐久郡入沢村、幕藩体制下の信州田野口藩知行入沢村）に所在。市指定天然記念物。
- 村松の風穴 [12]

長野県小県郡青木村村松字本山1372-8（江戸時代における信濃国小県郡村松郷、幕藩体制下の信州上田藩知行村松郷）に所在。村指定史跡。かつての蚕種貯蔵風穴。
- 稲核風穴 [23][12]

長野県松本市安曇稲核（江戸時代における信濃国安曇郡稲核村、幕藩体制下の信州松本藩知行稲核村）に所在。かつての蚕種貯蔵風穴。
- 小野の風穴 [12]

岐阜県高山市丹生川町小野（江戸時代における飛騨国大野郡小八賀郷小野村、幕藩体制下の御料飛騨郡代預小野村）に所在。市指定天然記念物。かつての蚕種貯蔵風穴。
- 古関風穴 [12]

岐阜県下呂市萩原町古関地内（江戸時代における飛騨国益田郡内）に所在。かつての蚕種貯蔵風穴。
- 有穂風穴 [12]

岐阜県郡上市八幡町有穂（江戸時代における美濃国郡上郡の小久須見村か歩岐村か在原村、幕藩体制下の濃州郡上藩知行の小久須見村か歩岐村か在原村）に所在。かつての蚕種貯蔵風穴。
- 万野風穴 [12]

静岡県富士宮市外神2180（江戸時代における駿河国富士郡万野原、幕藩体制下の駿州御料万野原）に所在。国指定天然記念物。
- 駒門風穴 [12]

静岡県御殿場市駒門69（江戸時代における駿河国富士郡内、幕藩体制下の駿州御料内）に所在。国指定天然記念物。
- 古戸の風穴 [12]

愛知県北設楽郡東栄町大字振草（江戸時代における三河国設楽郡古戸村、幕藩体制下の三州重原藩知行古戸村）に所在。
- 篠立の風穴

三重県いなべ市藤原町篠立（江戸時代における伊勢国員弁郡篠立村、勢州桑名藩知行篠立村）に所在。県指定天然記念物。鈴鹿山脈の東と西で河内風穴と繋がっているという言い伝え（口伝）がある。
近畿地方
- 河内風穴

滋賀県犬上郡多賀町河内宮前（江戸時代における近江国犬上郡河内村、幕藩体制下の江州彦根藩知行河内村）に所在。霊仙山の地下に開ける。芹川上流域地下水系。現在調査された限りで、総延長距離において全国第4位の大洞窟。琵琶湖国定公園第2種特別地域。県指定天然記念物。「日本の重要湿地500」選定物件。かつての蚕種貯蔵風穴。
- 佐目風穴

滋賀県犬上郡多賀町佐目（江戸時代における近江国犬上郡佐目村、幕藩体制下の江州彦根藩知行佐目村）に所在。犬上川上流域地下水系。
- 神鍋風穴（別名：神鍋山風穴）[12]

兵庫県豊岡市日高町栗栖野（江戸時代における但馬国城崎郡内）に所在。神鍋火山群の主峰たる神鍋山の地下に開ける。かつての蚕種貯蔵風穴。
中国地方
- 乳房杉の風穴（別名：岩倉風穴[12]）

島根県隠岐郡隠岐の島町布施地（江戸時代における隠岐国周吉郡布施村地先、幕藩体制下の隠州御料松江藩預布施村地先）に所在。島の最高峰である大満寺山の東山腹下に開ける。大山隠岐国立公園特別地域。
- 秋芳洞─風穴─葛ヶ穴

秋芳洞の内部の一角。入口は秋芳洞の洞口で山口県美祢市秋芳町秋吉1237-245（江戸時代における長門国美祢郡秋吉村、幕藩体制下の長州山口藩知行秋吉村）に所在。国指定特別天然記念物。秋吉台国定公園指定地域。
- 笠山風穴 [20]

山口県萩市椿東越ケ浜（江戸時代における長門国阿武郡越ヶ浜浦、幕藩体制下の長州山口藩知行越ヶ浜浦）に所在。笠山山麓の明神池周辺の地下に開ける。
四国地方
- 高鉢風穴

香川県綾歌郡綾川町西分（江戸時代における讃岐国阿野郡西分村、幕藩体制下の讃州高松藩知行西分村）に所在。
- 大成風穴群（おおなるふうけつぐん）[12]

愛媛県上浮穴郡久万高原町大成（江戸時代における伊予国浮穴郡内）に所在。かつての蚕種貯蔵風穴。
九州地方
- 永野の風穴 - 佐賀県武雄市若木町大字永野（江戸時代における肥前国杵島郡永野村、幕藩体制下の肥州佐賀藩知行永野村）に所在。2022年から2024年にかけての詳しい観測結果が公開されている。[25]
- 普賢岳 北の風穴[12] - 長崎県雲仙市に所在。かつての蚕種貯蔵風穴[12]。
- 普賢岳 西の風穴[12] - 長崎県雲仙市に所在。

### 日本国外
- ウインドケーブ国立公園の洞穴 - アメリカ合衆国サウスダコタ州ホットスプリングス近郊に所在。
- グヌン・ムル国立公園のウィンドケイブ

ボルネオ島北中部（マレーシア領）ムル山域に所在。ディア・ケイブ、ラング・ケイブ、ウィンド・ケイブ、クリアウォーター・ケイブと連なる洞窟の一部分。

## 地形以外の風穴

### かざあな
日本語では、「風の吹き通る穴や隙間、破れ穴など」を大和言葉で「かざあな」といい、漢字では「風穴」と書く。「かざあな」という音価をもつ日本語の、これが第1義か、もしくは最も基本的な語義の一つである。
また、「換気・通風のために壁などに開けた穴」も、同じように読み書きする。この意の「かざあな（風穴）」は「風抜きの穴/風抜の穴（かざぬきのあな、かぜぬきのあな）」「通風孔」「通気孔」「換気口」などと呼び換えることができる。
加えて、隠喩（メタファー。比喩表現の一種）として、心に生まれたむなしさを「風（嬉しくない風）が吹き通る、かざあな」に譬えて「かざあな（風穴）」という。さらには、後述する「風穴を開ける」の転用として、「心に風穴が開く」とか、「心に開いた風穴」、「心にぽっかりと開いた穴をむなしい風が通り抜ける」などといった表現がある。

### 風穴を開ける
日本語では、刺突武器や弾丸によって人の胴体（胸や腹）に開けられた穴を上述の意味での「かざあな（風穴）」に譬えたうえで、そのような穴を開けることを「風穴を開ける」という。ここから転じて、殺しを想起させる脅し文句として昔から慣用されてきた表現に、「どてっぱらに風穴をあけてやる（土手っ腹に風穴を開けてやる）」がある。「土手っ腹」は「腹」「腹部」の侮蔑語である。
- 古い用例として、江戸時代中期の天明3年（1783年）に刊行された洒落本『卯地臭意（うじしゅうい）』に[33]、「こいつらは横ぱらへかざ穴をあけて ふいごのかはりにしてやるべい[33]（意訳：［さあ、おまえら、］こいつらの横っ腹〈= 脇腹〉に風穴を開けて鞴〈ふいご〉代わりに使ってやろうじゃねえか）」という一文が見られる。

また、より抽象的な用法として、古習、寡占市場、停滞あるいは膠着した状況など、柔軟性や流動性に乏しい閉塞した物事が、「新風（しんぷう）」に喩えられる別の新たな物事や状況の加わることで状態を打ち破られ、無効化されたり柔軟性や流動性のあるものへと変わる、そのような行いや働きを、「閉じていた空間が（何かの働きによって）開き、風の通りが良くなる」ことに譬えて「（△△が）○○に風穴を開ける」と表現する。